# Licorina
La licorina es un alcaloide cristalino tóxico encontrado en varias especies de plantas, tales como Clivia miniata, Lycoris, y Narcissus. Puede resultar altamente venenoso, cuando no letal, si es consumido en cierta cantidad. Los síntomas de intoxicación por licorina son vómitos, diarrea y convulsiones. A pesar de ello, en ocasiones es utilizada medicinalmente, razón por la cual la popular Clivia miniata es cosechada.
Inhibe la síntesis de proteínas, y podría inhibir la biosíntesis de ácido ascórbico, a pesar de que los estudios existentes acerca de esto último son controversiales e inconcluyentes.
En la actualidad, este alcaloide es de algún interés en el estudio de ciertas levaduras, el principal organismo sobre el cual se ensaya.
Se ha observado que la licorina posee también propiedades antiinflamatoria y antitumoral, y muestra tener actividad contra la malaria y ciertos virus, como el de la polio y el virus del SARS.
La licorina también puede ser encontrada en los bulbos de narciso, los cuales a menudo son confundidos con cebollas.